# Europese Metaalbond
De Europese Metaalbond (EMB) in het Engels European Metalworkers’ Federation (EMF), was een Europese vakbond.

## Historiek
De voorloper van de EMB, het Europees Comité van Metaalvakbonden (Metaal Comité), werd tijdens een bijeenkomst op 13 en 14 februari 1963 opgericht te Brussel. Op deze bijeenkomst waren zeven vakcentrales uit de metaalindustrie aanwezig, met name de Algemene Nederlandse Metaalbedrijfsbond (ANMB), de Centrale der Metaalindustrie van België (CMB), de Fédération Force Ouvrière de la Métallurgie (FOM), de Fédération Nationale des Ouvriers du Luxembourg (FNOL), de Federazione Italiana Metalmeccanici (FIM), de Industriegewerkschaft Metall für die Bundesrepublik Deutschland (IGM) en de Unione Italiana Lavoratori Metallurgici (UILM). De eerste voorzitter van de organisatie werd de Nederlander Ies Baart (ANMB) en de eerste algemeen secretaris was de Duitser Richard Sahrholz (IGM). In 1968 sloot de Fédération Générale de la Métallurgie (FGM) zich aan.
Op de algemene vergadering van 23 en 30 juni 1971 te Brussel werd besloten het Metaal Comité om te vormen tot de Europese Metaalbond (EMB). De eerste voorzitter van de EMB werd de Belg Gust Wallaert (CMB) en de eerste algemene secretaris werd de Duitser Günter Köpke (IGM).
Op 16 mei 2012 fuseerde de EMB met de Europese Federatie voor Werknemers in de Mijnbouw, Chemie en Energiesector en de Europese vakbondsfederatie voor textiel, kleding en leder tot IndustriAll-EVV. De EMB verenigde op dat moment 75 vakbonden en vakcentrales die de belangen van werknemers in de metaalindustrie in 36 Europese landen behartigde.

## Structuur

### Bestuur
De laatste voorzitter was Renzo Ambrosetti. Ulrich Eckelman was de laatste secretaris-generaal en Bart Samyn de laatste adjunct-secretaris-generaal. De hoofdzetel was gelegen in de Koning Albert II-laan te Brussel.
| Tijdspanne    | Voorzitter        |
| Metaal Comité | Metaal Comité     |
| ------------- | ----------------- |
| 1963 - 1965   | Ies Baart         |
| 1965 - 1971   | Maarten Zondervan |
| EMB           |                   |
| 1971 - 1974   | Gust Wallaert     |
| 1974 - 1979   | Hugh Scanlon      |
| 1979 - 1985   | Terry Duffy       |
| 1986 - 1995   | Bill Jordan       |
| 1995 - 2007   | Tony Janssen      |
| 2007 - 2012   | Renzo Ambrosetti  |

| Tijdspanne    | Algemeen secretaris |
| Metaal Comité | Metaal Comité       |
| ------------- | ------------------- |
| 1963 - 1968   | Richard Sahrholz    |
| 1968 - 1971   | Günter Köpke        |
| EMB           |                     |
| 1971 - 1978   | Günter Köpke        |
| 1978 - 1995   | Hubert Thierron     |
| 1995 - 1997   | Hans Fluger         |
| 1997 - 2005   | Reinhard Kuhlmann   |
| 2005 - 2011   | Peter Scherrer      |
| 2011 - 2012   | Ulrich Eckelmann    |

### Aangesloten vakbonden en vakcentrales
Voor België waren de ABVV-vakcentrales CMB en BBTK en de ACV-centrales LBC-NVK, CNE-GNC en Metea aangesloten. Daarnaast had ook het ACLVB een lidmaatschap. Voor Nederland waren dit respectievelijk FNV Bondgenoten, CNV Vakmensen, De Unie en VHP2.